# Uteun Geulinggang
Uteun Geulinggang is een bestuurslaag in het regentschap Aceh Utara van de provincie Atjeh, Indonesië. Uteun Geulinggang telt 3809 inwoners (volkstelling 2010).